# Kloster Döllstädt
Das Kloster Döllstädt war ein Kloster der Zisterzienserinnen in Döllstädt, einer Gemeinde im thüringischen Landkreis Gotha.

## Lage
Die Lage und Ausdehnung der Klostergebäude ist aus der älteren Literatur (Galetti 1777) noch erkennbar. Die Klostergebäude standen demnach am Westrand von Döllstädt. Die zum Kloster gehörige Kirche St. Nikolai soll die erste Kirche im Ort gewesen sein, sie befand sich im Bereich eines als Klosterküchengarten bezeichneten Areals innerhalb der Ortslage. Weiterhin befand sich im Dorf, auf dem Berge, eine einzelne Kapelle, die im 16. Jahrhundert zur Kirche erhoben wurde. Mit dem Kloster entstand ein weiträumiger Wirtschaftshof, der ebenfalls auf der westlichen Seite des Dorfes lag.

## Geschichte
Die Burg Steinfirst zu Döllstädt wurde als eine Befestigungsanlage der Herren von Döllstädt in der 1418–1419 entstandenen Thüringischen Landeschronik des Eisenacher Chronisten Johannes Rothe erwähnt. Ihre Erbauungszeit, Nutzung und Zerstörung steht unmittelbar im Zusammenhang mit dem thüringisch-hessischen Erbfolgekrieg (1247–1263). Nach der Überlieferung wurde die Burg bereits 1260 zerstört, als die Burgbesatzung als Raubritter die Handelswege der Stadt Erfurt unsicher machten. Diese wurde bald wieder aufgebaut und war noch bis Mitte 14. Jahrhundert im Besitz der Herren von Salza.

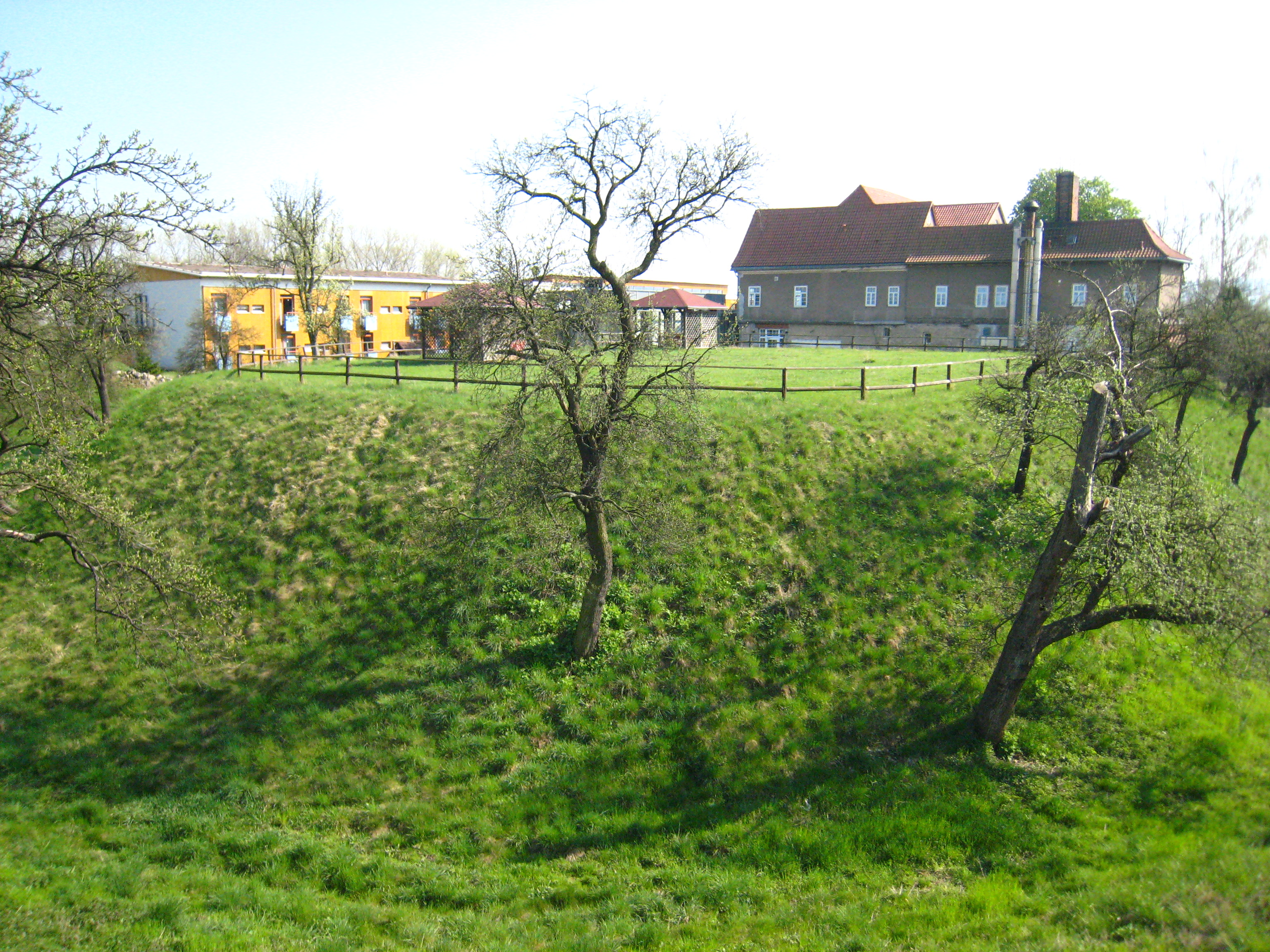
Burghügel Döllstädt

1291 urkundete der Mainzer Erzbischof Gerhard II. für das Zisterzienserinnenkloster St. Petri und St. Nicolai in Döllstädt.
Als Äbtissin des Klosters wird 1315 eine Elisabeth von Salza erwähnt. Döllstädt und das Nonnenkloster werden um 1350 erneut urkundlich erwähnt. Eine Verwandte des Tonnaer Grafen Siegmund II. – Margaretha von Tonna – wird 1520 im Zusammenhang mit Kloster Döllstädt genannt.

### Döllstädt im Bauernkrieg
Der Bauernkrieg von 1525 griff im April auf die Grafschaft Tonna über, bewaffnete Bauernrotten plünderten alle Klöster und adeligen Landgüter westlich von Erfurt, auch Döllstädt lag auf ihrem Marschweg, es ist daher hochwahrscheinlich, dass die Klosteranlage daraufhin von den Nonnen aufgegeben wurde. Auch die Grafen von Tonna führten in ihrem Landesteil die Reformation ein, das Kloster wurde somit formell aufgelöst.

### Geschichte des säkularisierten Klosters
Das säkularisierte Kloster wurde in mehrere Teile aufgeteilt.
Das sogenannte Kammergut, auch das Obere Gut erhielt der Graf von Tonna, es wurde 1681, mit beträchtlichen Liegenschaften in der Flur an den Geheimrat Avinarius verkauft. Dieser veräußerte es jedoch nach kurzer Zeit an das Herzogtum Sachsen-Coburg-Gotha, wobei es zum Kammergut bestimmt wurde.
Die weiteren Liegenschaften des Klosters wurden als Schadischer, Polentzscher  und Knoblochischer Besitz erwähnt. Die Herkunft dieser Besitzer ist im Umfeld von 20 Kilometer belegbar. Die Ortschaft Schaderode am Ostrand der Fahner Höhe geht auf einen Hof zurück, den 1497 Asmus Schade von den Grafen von Tonna-Gleichen abgekauft hatte; er war Erfurter Patrizier. Die Familie Knobloch waren gräfliche Beamte (Amtmänner) in Tonna. Die Familie
Polentz, ein sächsisches Adelsgeschlecht, war ebenfalls in gräflichen Diensten aufgenommen.

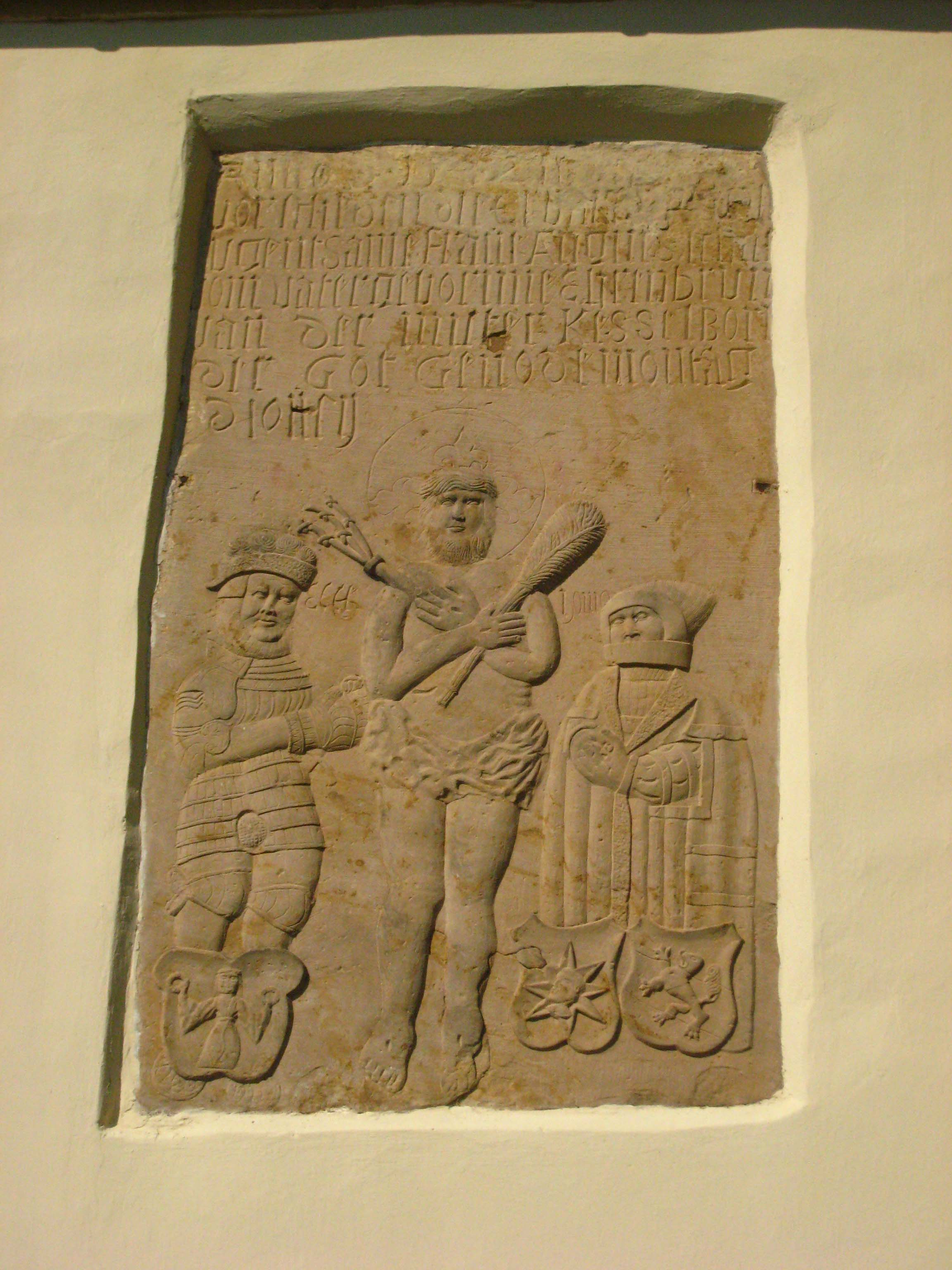
Epitaph an der Kirche Peter und Paul in Döllstädt

Durch eine Seuche im Jahr 1597 starb ein Drittel der Dorfbevölkerung.
Die heutige Kirche wurde durch einen Herrn von Polentz als Baumeister durch Umbau der Klosterkapelle erbaut. Die Reste des Klosters gingen 1636 bei einem Überfall des Grafen Hatzfeld auf das Dorf in Flammen auf. 1641 lebten nur noch vier Familien in Döllstädt. Die drei Wirtschaftshöfe der Amtmänner wurden 1748 wieder vereinigt und bildeten nun das Untere Gut.
Die Besitzungen wurden in ein Kammergut des späteren Herzogtums Sachsen-Coburg-Gotha umgewandelt.
Das 1912 nochmals vergrößerte Kammergut, das Hauptarbeitgeber des Dorfes war, wurde nach 1945 durch die damalige Bodenreform aufgeteilt.
Die dort nach dem Zweiten Weltkrieg noch vorhandenen Gebäudereste, am Schafstall, wurden in den letzten 40 Jahren beseitigt.